# 阿薩迪體育場
阿薩迪體育場（波斯語：‎），原名阿尔亚梅赫尔体育场（波斯語：‎），是一座位于伊朗德黑兰的體育場。体育场是為1974年亞洲運動會而兴建的，1971年正式落成。体育场是伊朗國家足球隊的主場，也是德黑兰两家足球俱乐部柏斯波利斯及艾斯迪格拿的主場。除了作为1974年亞洲運動會的主賽場，阿薩迪體育場还曾主办1976年亞足聯亞洲盃、两届亞洲球會錦標賽决赛、两届西亞足球錦標賽和一次亞足聯冠軍聯賽决赛。
阿薩迪體育場早年可容纳10万观众。历经改建，体育场现在拥有78,116个座席。每逢大赛，体育场允许观众站立看球，入场观众数可以超过额定人数。1998年国际足联世界杯外围赛亚洲-大洋洲附加赛伊朗队同澳大利亚队的比赛共有12.8万名观众入场，创下阿萨迪体育场观众数最高纪录。现今亞足聯冠軍聯賽的观众人数纪录也是在阿萨迪体育场创造的。

## 历史

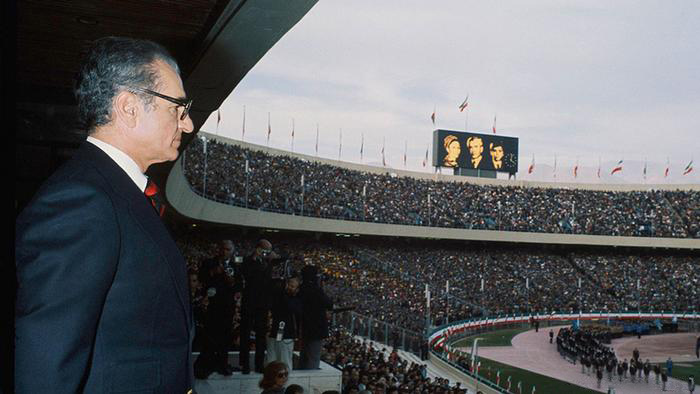
1974年亚洲运动会开幕式上的伊朗国王穆罕默德-礼萨·巴列维

阿薩迪體育場本名阿尔亚梅赫尔体育场（‎），意思是雅利安人之光，这也是伊朗末代国王穆罕默德-礼萨·巴列维的称号。这座体育场是伊朗为承办1974年亚洲运动会而兴建的场馆之一。伊朗赢得亚运会主办权后，在首都德黑兰西部规划了规模宏大的体育中心，为亚运会的多项运动比赛建设场馆，阿尔亚梅赫尔体育场是体育中心的主体育场。1971年10月18日，阿尔亚梅赫尔体育场举办了落成典礼。德黑兰的两家足球俱乐部柏斯波利斯足球俱樂部和德黑兰独立足球俱乐部（当时名为王冠）都把主场设在了这里，伊朗国家足球队也把这里作为主场。阿萨迪体育场举办了1974年亚洲运动会的开幕式、闭幕式以及田径和足球比赛。这届亚运会上，伊朗创造了历史最好成绩，排名金牌榜第二位。1976年，这里举行了亞足聯亞洲盃，伊朗国家队实现三连冠。德黑兰原本有意向申办1984年夏季奥林匹克运动会，将阿萨迪体育场作为奥运会的主体育场。由于局势动荡，德黑兰在1978年退出了申办程序，唯一候选城市洛杉矶赢得主办权。
伊朗伊斯兰革命后，阿尔亚梅赫尔体育场改名阿萨迪体育场，新名字的意思是自由。其后，阿萨迪体育场举办的重要赛事包括1998–99年、2001–02年两届亞洲球會錦標賽的决赛，还有2004年、2008年两届西亞足球錦標賽。2013年亚洲冠军联赛决赛改回主客场两回合制之后，阿萨迪体育场承办了2018年亞足聯冠軍聯賽决赛波斯波利斯主场同日本鹿岛鹿角的第二回合比赛。
阿萨迪体育场经历了一系列的改建和重修。2003年，体育场重新铺设草皮，为草皮增加了地下加热系统；体育场的下层看台安装座椅，使观众容量由10万人减少至95,225人。2012年，体育场再次重修，下层看台全部安装座位，体育场容量继续下降至84,412人。2016年，体育场全部看台装上座椅，观众容量减少至78,116人。这使得阿萨迪体育场成为当时全世界观众容量第20位的全座席体育场。

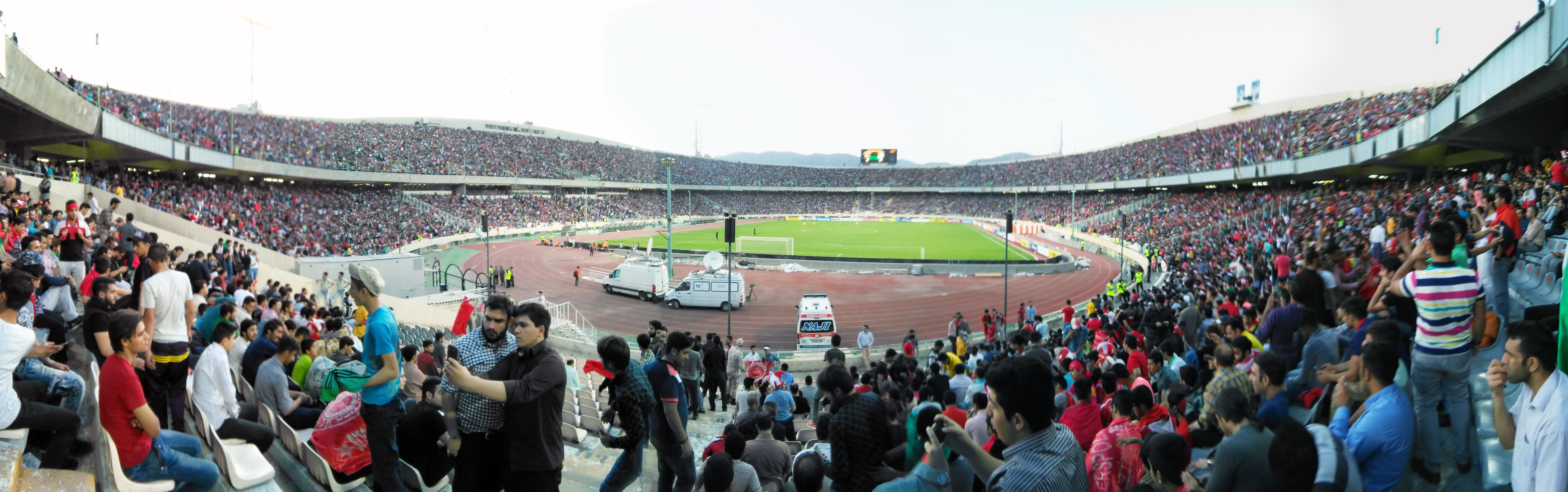
2015年4月8日波斯波利斯同沙特阿拉伯球队利雅得胜利的比赛是历届亚洲冠军联赛入场观众最多的比赛

每逢重要比赛，阿萨迪体育场允许观众站立看球，入场人数因此可能超过额定数目。阿萨迪体育场入场观众最高纪录是12.8万人，那是1998年国际足联世界杯外围赛亚洲-大洋洲附加赛伊朗队同澳大利亚队的比赛。阿萨迪体育场保持着亚洲冠军联赛的观众人数纪录，2015年4月8日波斯波利斯同沙特阿拉伯球队利雅得胜利的比赛有10万人现场观战。截至2015年4月，亚洲冠军联赛历史上观众人数排名前五的比赛都是在阿萨迪体育场进行的。

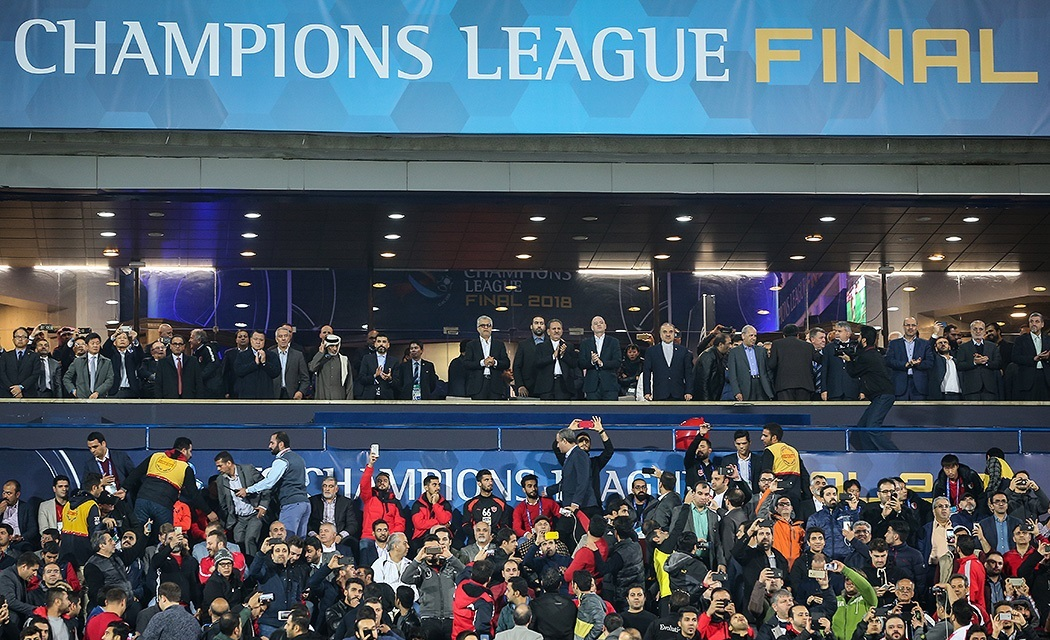
2018年11月10日，亞足聯冠軍聯賽2018年亞足聯冠軍聯賽決賽決賽第二回合，波斯波利斯在阿萨迪体育场主场迎战日本鹿岛鹿角

阿萨迪体育场曾发生严重踩踏事件。2005年3月25日，世界杯外围赛亚洲区第三轮比赛上伊朗队在这里2比1战胜日本队，到场球迷超过10万人。赛后球迷退场时发生踩踏，5名伊朗球迷死亡，超过40名伊朗球迷受伤。

## 设施

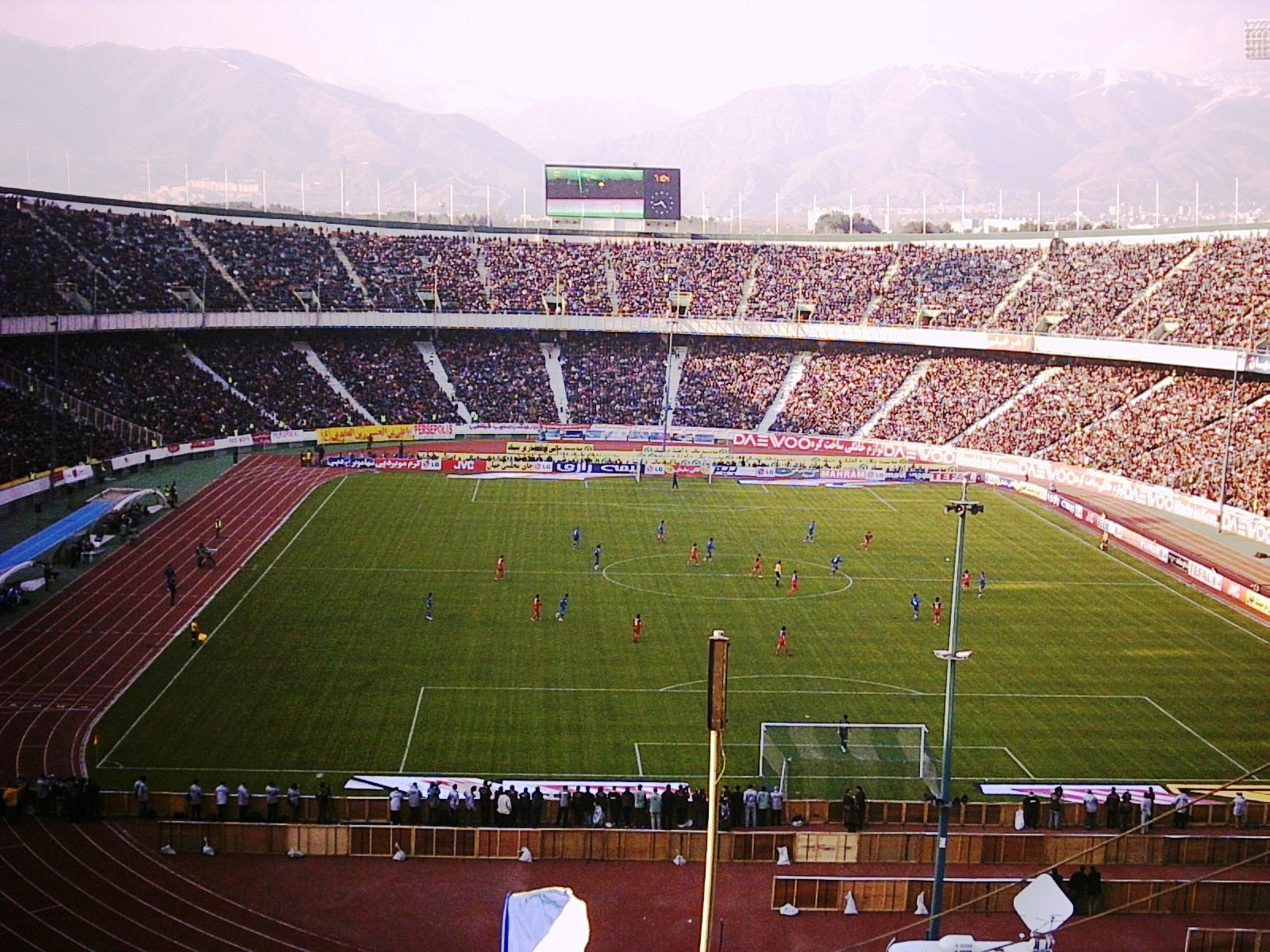
德黑兰独立同波斯波利斯在阿萨迪体育场的德黑兰德比

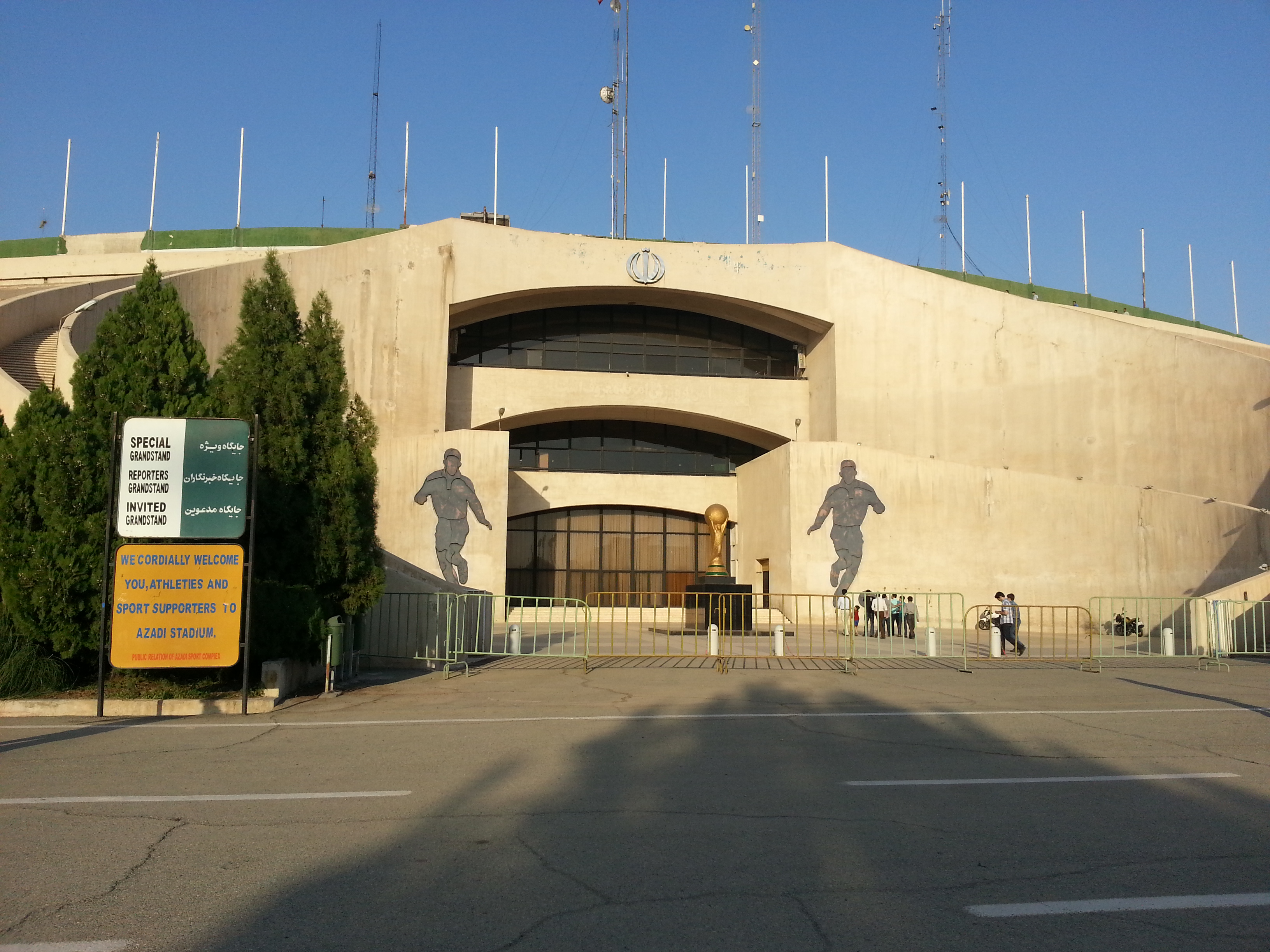
阿薩迪體育場外景

阿萨迪体育场呈碗形。体育场建在一个人造小山坡上。山坡如同体育场的外壳，坡面上装饰有伊朗特色的花纹。沿山坡而上，可以到达体育场的上层看台。坡底的隧道是体育场下层看台的入口。2016年改建之后，体育场看台全部装上了座席，座席总数为78,116个。足球场地安装有地下加热系统。此外，体育场在2004年安装了一个面积为104平方米的大屏幕。

## 阿薩迪體育場与女性入场禁令
伊朗自1981年起禁止伊朗女性进入体育场观看男子足球比赛，外籍女性观众可以入场观看部分比赛。伊朗偶尔允许女性贵宾、女性裁判、女子足球运动员进入体育场观看男足比赛。一些女性观众女扮男装入场看球，有的女观众混在外籍女观众中进入球场。
2006年世界盃外圍賽第三圈伊朗队在阿萨迪体育场主场对日本队的比赛，少数伊朗女性球迷获准入场观赛。通过游说，更多的女性观众获准观看其后伊朗队主场同朝鲜队的世界盃外圍賽。这些女观众包括女足球员和女足裁判，人数约二十人。2005年6月，世界盃外圍賽伊朗队在阿萨迪体育场对阵巴林队的关键比赛上，一群女性球迷来到阿萨迪体育场，要求进场观看比赛。体育场保安关门阻挡，导致一名女球迷腿部骨折。阿萨迪体育场最终允许约一百名女性观众入场，观看了这场比赛的下半场。伊朗队最终1比0战胜巴林队、成功晋级德国世界杯正赛。
2006年，伊朗导演贾法尔·帕纳希的电影《越位》上映，影片以一年前伊朗队1比0战胜巴林队晋级世界杯的真实事件为背景，讲述了伊朗女球迷试图女扮男装入场看球却被抓走的故事。这部电影赢得第56届柏林国际电影节評審團大獎銀熊獎，但在伊朗国内被禁止上映。这年4月下旬，时任伊朗总统马哈茂德·艾哈迈迪内贾德指示伊朗体育部门官员在体育场中为设立单独的女性观众看台，提供最好的座位，允许伊朗女性观众入场观赛。然而，命令公布一天之后，保守的穆拉们批评总统决策前没有询问他们的意见，认为女性进入体育场观看比赛违反了伊斯蘭教法。大阿亚图拉穆罕默德·法泽勒·兰卡拉尼甚至颁布了伊斯蘭教令，禁止女性进入体育场。艾哈迈迪内贾德不久撤回了命令。之后数年，这一禁令没有改变。伊朗女性组织了被称为“白围巾”的抗议运动，在阿萨德体育场外高举写有口号的白围巾，要求政府允许女性进场看球。
2018年3月1日德黑兰独立同波斯波利斯在阿萨迪体育场的德黑兰德比，国际足联主席詹尼·因凡蒂诺到场观看，伊朗女权活动人士号召女球迷到阿萨迪体育场外抗议、要求入场。有媒体报道，35名女性因此被拘留。伊朗內政部称，这些女性并没有被逮捕，只是被从体育场转移出去。电视直播中，记者向到场的伊朗体育部长马苏德·苏丹尼法尔询问伊朗何时会解除女球迷的入场禁令，转播方立即调低音量，随后切断了画面。事后，詹尼·因凡蒂诺声称他请求伊朗总统哈桑·鲁哈尼取消女性观众的禁令，鲁哈尼向他承诺事情会解决，但是可能会花一些时间。这年夏天，2018年國際足協世界盃B組伊朗同西班牙的比赛，阿薩迪體育場提供大屏幕直播，政府允许约一千名女性入场观看直播。2018年10月18日，伊朗男足球员家属、女子足球国家队球员、五人制女子国家队球员等约100名女性在阿薩迪體育場单独的看台观看了伊朗同玻利维亚的友谊赛。11月10日，2018年亞足聯冠軍聯賽决赛第二回合波斯波利斯在阿萨迪体育场主场迎战日本鹿岛鹿角的比赛，伊朗为本国女性分配了850张球票。据推测，获准入场的女性观众包括球员家属、女足球员、伊朗足协的女性职员、伊朗政府的女性职员。一个名叫“开放体育场”（OpenStadiums）的民间团体向国际足联递交请愿书，希望允许伊朗女球迷现场看球，请愿书有约20万人签名。
2019年6月18日，国际足联主席因凡蒂诺致信伊朗足协，要求在7月15日前制定措施，确保女球迷可以观看即将在9月份开始的世界杯外围赛。8月4日，国际足联再次通知伊朗足协，要求在8月30日前解决女球迷入场问题。这年9月发生了女球迷薩哈爾·霍達亞里自焚事件。霍達亞里在3月女扮男装進入阿薩迪體育場觀看2019年亞足聯冠軍聯賽德黑蘭獨立對陣艾因的比賽。安保人员觉得她行为可疑，将她带走，她变装看球的事情泄露了。关押三天后，她获得保释，等待审判。9月上旬，法院判处她六个月监禁。得知判决后，薩哈爾·霍達亞里在法院门前自焚，最终烧伤严重不治身亡。薩哈爾·霍達亞里之死引起很大反响。前伊朗国家队球员阿里·卡里米公开呼吁抵制伊朗各体育场。

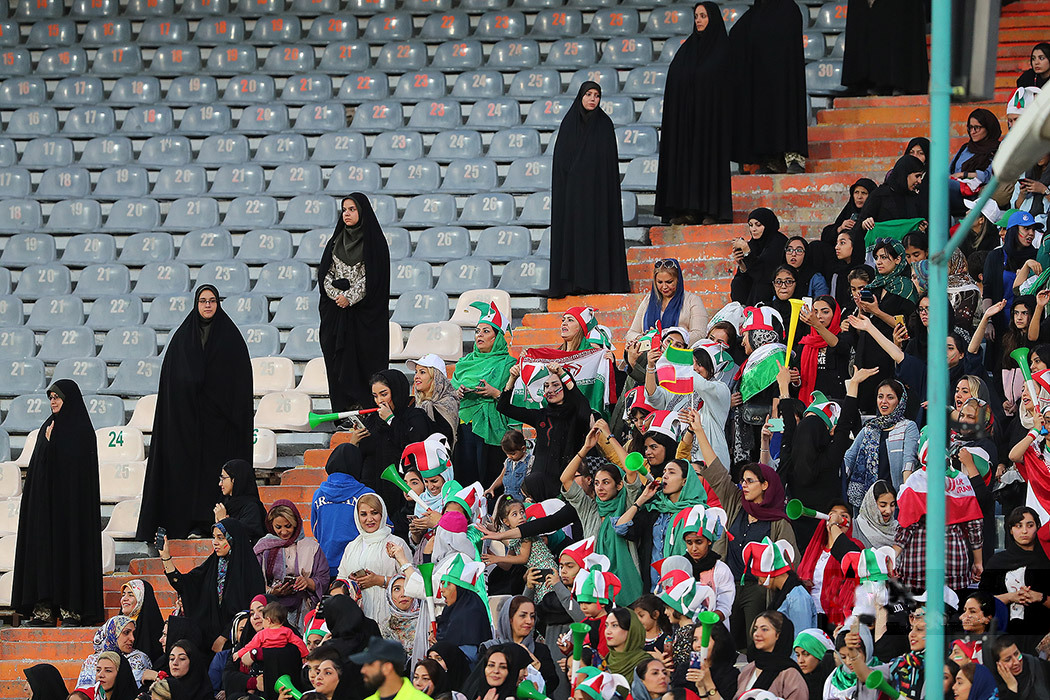
2019年10月10日伊朗同柬埔寨比赛中看台上的伊朗女球迷。女球迷在单独的看台观看比赛，伊朗派出150名女警维持秩序

2019年10月10日在这里举行的2022年國際足協世界盃外圍賽亞洲區第二圈C組伊朗同柬埔寨的比赛，伊朗正式解除禁令，首次允许普通女性观众进入体育场观看足球比赛。球场开放了72个观众区的4个给女性观众，分配给她们的3,500张的很快在网上售罄，当局追加了1,100张球票。伊朗仅取消了男足国家队世界杯预选赛的女性观众禁令，伊朗女性仍然不能入场观看伊朗国内联赛和亚洲冠军联赛。

## 参見
- 越位 (电影)
- 阿扎迪塔

## 備註
1. ↑  例如2006年世界盃外圍賽第三圈（英语：2006 FIFA World Cup qualification – AFC Third Round）伊朗队同巴林队的比赛，一些女性观众受时任伊朗国家体育组织主席、总统候选人穆赫辛·邁赫拉利扎德邀请观看了比赛。[21]
2. ↑  伊朗男子篮球、排球等运动同样有女性观众禁令。2015年，伊朗解除篮球、排球等室内比赛的女性观众禁令，但伊朗女观众仍然无法观看足球比赛。[30][31]
3. ↑  有媒体认为这是伊朗首次允许本国女性进入阿薩迪體育場看球。[22]
4. ↑  有媒体称这是伊朗伊斯兰革命以来首次允许本国女性现场观看足球比赛。[34]
5. ↑  女性球迷批评伊朗当局不顾需求任意限制女性球迷入场人数，将女球迷限制在单独看台、不让她们同家人一起看球。伊朗强硬派则认为取消足球场女性观众禁令是在向西方势力低头。[43]

## 外部連結
- 阿薩迪體育中心官方网站 （页面存档备份，存于） （波斯文）

35°43′27.99″N 51°16′31.98″E / 35.7244417°N 51.2755500°E